# Casa Sardà Martí
La Casa Sardà Martí, o Cal Sardà Martí, és un edifici situat al raval de Martí Folguera del municipi de Reus (Baix Camp) inclòs en l'Inventari del Patrimoni Arquitectònic de Catalunya.

## Descripció
És un edifici entre mitgeres estructurat en planta baixa i tres pisos. L'element més destacat és l'estucat de la façana, de molta qualitat, que imita la maçoneria. La planta baixa està totalment construïda en pedra, amb les llindes de les portes decorades amb formes vegetals, amb un gran floró que sembla sostenir el repeu del balcó immediatament superior. Les dues entrades presenten arcs molt rebaixats força amples. La resta de plantes tenen dues obertures allindanades amb marcs de pedra amb decoracions vegetals a les llindes i a mitjana alçada dels muntants. Aquestes obertures tenen balcons amb barana de ferro forjada, també amb motius vegetals, amb un disseny de secció bombada, característica de les cases modernistes reusenques. L'edifici està rematat per un frontó ondulant de poca alçada.

## Història
La casa va ser construïda per a Antoni Sardà Martí per l'arquitecte reusenc Pere Caselles i Tarrats el 1909